# 韓紹雍
韓紹雍（？—？），幽州安次縣人，辽国汉族官员。韓延徽的曾孫，韓德樞之孫。韓紹勛、韓紹芳之弟。

## 经历
开泰九年（1020年）三月，以检校司徒出使高丽。太平三年（1023年），担任贺宋正旦副使。官至行宮都部署兼侍中，转任枢密使兼侍中。重熙十四年（1045年）受命襄理秦晋大长公主殡葬，官至枢密使、守司空兼中书令。